# Pachanga
Pachanga je glazbeni žanr koji se može opisati kao mješavina stilova son montuno i merengue, a prati ga istoimeni ples.  Ova vrsta glazbe ima veseo i živahan karakter a praćena je vedrim i  šaljivim stihovima.  Pachanga je nastala na Kubi 1950-ih godina i igrala je važnu ulogu u razvoju karipskog stila glazbe kakvog poznajemo danas.  Smatrana istaknutim doprinosom usponu Salse, sama Pachanga je varijacija glazbenog stila Charanga. Izuzetno sličan plesu cha-cha-cha, ali s izrazito snažnijim ritmom, Pachanga je u određenom trenutku doživjela veliku popularnost širom Kariba, a kubanski imigranti nakon Drugog svjetskog rata donijeli su ju u Sjedinjene Države.  To je dovelo do eksplozije Pachanga muzike u kubanskim glazbenim klubovima koji su utjecali na latino kulturu u Sjedinjenim Državama u narednim desetljećima.
Također, Charanga je i naziv za vrstu tradicionalnog ansambla koji izvodi  kubansku plesnu glazbu (uglavnom Danzon, Danzonete i Cha Cha), a u sastavu ima violine, flautu, trubu i udaraljke.
José Fajardo je pjesmu "La Pachanga" donio u New York u kubanskom stilu charanga.  Orkestar, ili bend, nazvan je charanga, dok je prateći ples nazvan pachanga. Sličan zvuk riječi charanga i pachanga doveo je do toga da se ta dva pojma često miješaju.  U stvari, charanga je vrsta orkestracije, dok je pachanga muzički i plesni žanr.
Melodija Eduarda Davidsona, „La Pachanga“, s pravima kojima upravlja Peer International (BMI), postigla je međunarodno priznanje 1961. godine kada ga je licencirala u tri verzije koju je pjevao Genie Pace na Capitolu, Audrey Arno u njemačkoj verziji o europskoj Decci, i  autora Huga i Luigija i zbora njihove djece.  Billboard je komentirao "Potpuno nova plesna ludnica Latinosa rezultirala je s ove tri dobre snimke, sve sa zanimljivim i različitim tretmanima."

## Koraci
Osnovni korak pachange sastoji se od savijanja i ispravljanja koljena. Pachanga je vrlo prizemljen ples, s koljenima koja se nikada u potpunosti ne ispravljaju, a naglasak na težini i energiji usmjeren je prema tlu. Kretanje tijela koje je rezultat promjene težišta rad stopala. S odskokom koji potječe u koljenima, gornji dio tijela će se ljuljati jer se održavaju povezanost i držanje tijela. Imitira osnovni korak mamba u smještanju stopala i prebacivanju težine, istovremeno uključuje klizanje u prijenosu težine, umjesto tapkanja. Prebacivanje težine s jedne na drugu nogu daje iluziju klizanja, slično moonwalku.